# شتاینهاید

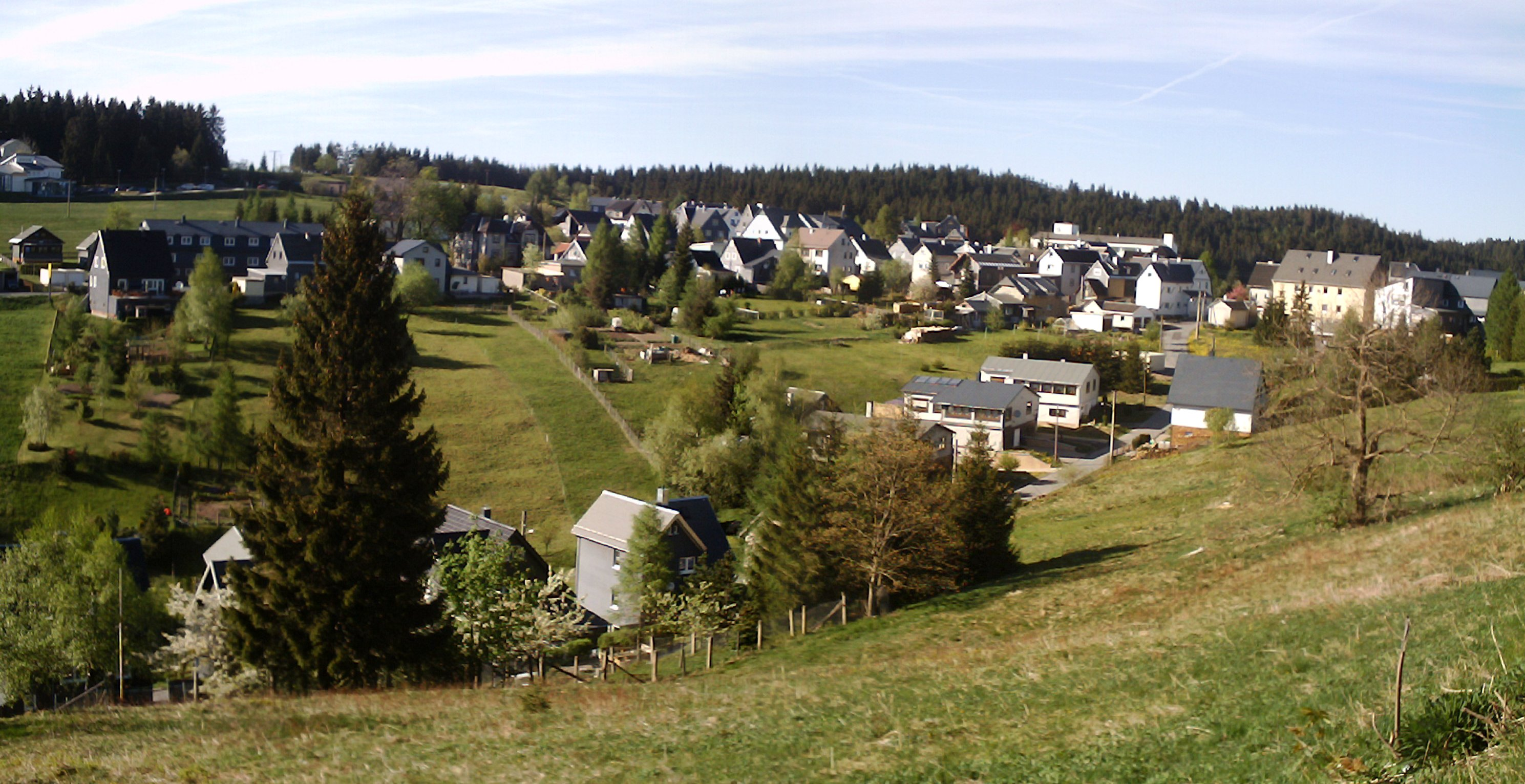
منطقه مسکونی شتاینهاید با هزار و صد هشتاد و سه نفر جمعیت

شتاینهاید (به آلمانی: Steinheid) یک منطقهٔ مسکونی در آلمان است که در نویهاوس آم رن‌وگ واقع شده‌است. شتاینهاید ۱٬۱۸۳ نفر جمعیت دارد.